# Equisetum giganteum
Equisetum giganteum L. – gatunek skrzypu osiągający bardzo duże rozmiary. Występuje w Ameryce Południowej i Środkowej: od środkowego Chile na wschód do Brazylii i na północ do południowego Meksyku. Jest trujący. Osiąga 2–5 m wysokości.